# Coluna de Pompeu

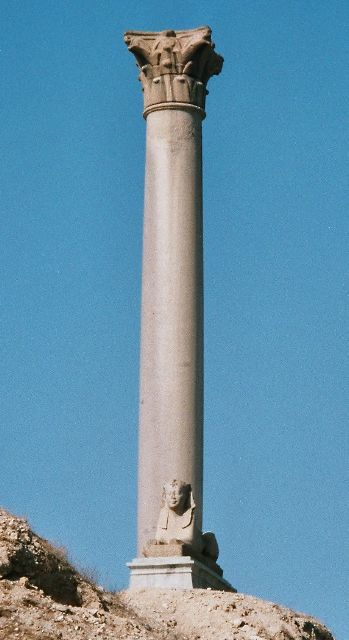
Coluna de Pompeu.

A Coluna de Pompeu fica no sítio arqueológico da cidade de Alexandria (Egito), no local onde se encontrava na Antiguidade o templo do Serapeu. É uma coluna feita de granito vermelho de Assuão, e é a maior deste tipo erigida fora das capitais imperiais de Roma e Constantinopla.

## Dimensões
As medidas do seu eixo são 20,46 m de altura, com um diâmetro de 2,71 m na sua base. O peso da peça de granito vermelho de Assuão é estimado em 285 t. Incluindo o embasamento e  o capitel, a coluna atinge 26,85 m de altura. Outros autores indicam umas dimensões ligeiramente menores

## Origem
O nome dado à coluna é devido a que os cruzados acreditaram que assinalava o lugar onde fora enterrado Pompeu, assassinado em 48 a.C. pelo irmão e esposo da célebre Cleópatra, Ptolemeu XIII, que apresentou a cabeça de Pompeu a César como um grande triunfo.
Outra tradição diz que esta coluna seja a única sobrevivente das 400 de um pórtico da biblioteca de Alexandria.
Também se tem suposto que foi erigida em honra do imperador Diocleciano (245-313), para celebrar a sua grande vitória em 296 sobre o general Aquileu, que um ano antes se proclamara imperador do Egito. Tal teoria é fundada numa inscrição que se encontra no seu embasamento:
este monumento foi erigido para o imperador justo, deus de Alexandria, Diocleciano
e ao invencível "Póstumo" governador do Egito
Porém, os investigadores do século XIX demonstraram que o fuste é na realidade o da Coluna de Serapis, que procede das ruínas do Serapeu de Alexandria, destruído em 391, muito depois do reinado de Diocleciano. A coluna tem um embasamento feito com fragmentos que procedem de outros monumentos: apreciam-se restos de hieroglíficos com os nomes de Seti I e de um faraó da dinastia saíta. Esta mistura de elementos reusados explicaria a inscrição diocleciana, que procederia também de outro monumento.
Botti, situa a ereção da atual coluna em torno do reinado do imperador Arcádio (395-408).